# Banco Nacional de Datos e Información sobre Casos de Violencia contra las Mujeres
El Banco Nacional de Datos e Información sobre Casos de Violencia contra las Mujeres, más conocido como BANAVIM, es una herramienta tecnológica que concentra información sobre casos de violencia de género en 32 entidades federativas en México para crear expedientes únicos de víctima de mujeres, infancias y adolescencias que son víctimas de violencia, con ello se busca la no revictimización y conocer de manera sistemática características y patrones, además de las necesidades de servicios para su atención.
Permite conocer el perfil de las víctimas y de las personas agresoras, también observar el registro de órdenes y medidas de protección,  con ello se pueden crear indicadores con un enfoque de interseccionalidad para la creación de políticas públicas donde se prevé la prevención, atención, sanción y erradicación de la violencia contra las mujeres.

## Historia
La creación de un banco de datos que registra los casos de violencia hacia las mujeres, surgió como urgencia a causa de los altos índices de violencia de género, por lo cual se crea como una obligación del estado mexicano desde que la Convención sobre la Eliminación de Todas las Formas de Discriminación Contra la Mujer y la Convención Belém Do Pará señalaron, en la década de los 90, que México no tenía un padrón que permitiera dimensionar la violencia contra las mujeres. Al construir la ley general de acceso de las mujeres a una vida libre de violencia (LGAMVLV), en 2007 se observó que México requería un diagnóstico nacional sobre todos los tipos de violencia contra las mujeres y en 2008 inicia su funcionamiento a nivel nacional. 
Teniendo en cuanta la existencia de bancos de datos sobre violencia contra contra las mujeres a nivel estatal, y posteriormente se unificó en uno solo para dar cumplimiento a lo previsto en la Ley General de Acceso de las Mujeres a una Vida Libre de Violencia en 2007 en conjunto con el Reglamento para el Funcionamiento del Sistema Nacional de Prevención, Atención, Sanción y Erradicación de la Violencia contra las Mujeres, en el cual se establecen las reglas de operación del Sistema Nacional.
Todo esto se da con la responsabilidad de realizar investigaciones periódicas, profesionales y científicas con perspectiva de género de todos los tipos y las modalidades de violencia contra las mujeres definidos en la Ley para construir un panorama de la violencia que viven las mujeres de todos los grupos etarios, socioeconómicos y étnicos en todo el país. 

## Marco Jurídico
Con el objeto de fundamentar y establecer los principios de obligatoriedad a la prevención y erradicación de la violencia contra las mujeres, se ha instaurado un marco normativo en los ámbitos internacional, nacional y estatal que funge como base para la dirección de actuación y creación de política pública para los diferentes niveles de gobierno.

### Internacional
- Convención sobre la Eliminación de todas las formas de Discriminación contra la Mujer (CEDAW), Compromete a los Estados parte a adoptar las medidas apropiadas y generar estrategias para eliminar toda forma de discriminación contra la mujer. Insta a los Estados a desarrollar acciones encaminadas al reconocimiento de igualdad de derechos entre hombres y mujeres.

- Plan de Acción de la Conferencia de El Cairo de 1994, Pugna por el progreso, desarrollo y mejora en las condiciones de vida de las mujeres y hombres y la eliminación de brechas de desigualdad con base en el reconocimiento y pleno respeto a sus derechos.[8]

- Declaración de la Plataforma de Beijing de 1995, Busca el empoderamiento de las mujeres y las niñas e identifica los obstáculos que se les presentan para alcanzar su autonomía y libertad en cuanto a derechos.[9]

- Convención Interamericana para Prevenir, Sancionar y Erradicar la Violencia contra la Mujer (Convención Belém do Pará 1994), Establece a la violencia contra las mujeres como una violación a los derechos humanos y reconoce por primera vez el derecho de las mujeres a una vida libre de violencia. Clasifica los tipos y ámbitos de violencia y reconoce y protege una serie de derechos que los Estados parte deben salvaguardar para el acceso de las mujeres a una vida libre de violencia y discriminación. Asienta las bases para la creación de leyes, mecanismos y políticas públicas en los Estados parte para la prevención y erradicación de la violencia contra las mujeres.[10]

- Comisión de la Condición Jurídica y Social de la Mujer, en el periodo de sesiones de la Condición Jurídica y Social de la Mujer de las Naciones Unidas que se llevó a cabo en 2013 (CSW57), La Comisión destaca la importancia de recopilar datos sobre la prevención y eliminación de la violencia contra las mujeres y las niñas y, en ese sentido, toma nota de las actividades de la Comisión de Estadística dirigidas a establecer un conjunto de indica-dores sobre la violencia contra ellas.[11]

### Nacional
- Constitución Política de los Estados Unidos Mexicanos, Prohibir todas las formas de discriminación, especialmente las relacionadas con el género. Y contribuye a la igualdad de mujeres y hombres (Artículo 1° y 4°).

- Ley General para la Igualdad entre Mujeres y Hombres, Promueve la implementación de mecanismos que fomenten la igualdad sustantiva.[12]

- Ley General de Acceso de las Mujeres a una Vida Libre de Violencia, tiene como objeto principal prevenir, atender, sancionar y erradicar todo tipo de violencia contra las mujeres y a su vez señala las actuaciones de cada entidad o dependencia que tenga como facultad brindar atención o servicios a las mujeres que han sufrido violencia.[7]

- Ley Federal de Transparencia y Acceso a la Información Pública, se basa en la transferencia de datos y clasificación de la información disponible en BANAVIM.[13]

- Ley General de Protección de Datos Personales en Posesión de Sujetos Obligados, sirve como fundamento para el manejo de los datos al BANAVIM.[14]

- Reglamento a la Ley General de Acceso de las Mujeres a una Vida Libre de Violencia, Las autoridades que integran el sistema brindarán la información necesaria para informar al Banco de la Nación (Artículo 47). Establece la asignación de la SEGOB a la administración y operación del Banco de la Nación (Artículo 54).

- Lineamientos para Determinar e Integrar la Información del Banco Nacional de Datos e Información sobre Casos de Violencia contra las Mujeres, Determinan claramente el contenido y las reglas del sistema. Tiene como finalidad identificar e integrarlos datos personales sobre violencia contra la mujer transmitidos por autoridades que forman parte del sistema nacional y estructuras estatales.

## Autoridades encargadas de capturar
La información concentrada en el sistema proviene directamente de las instancias que atienden directamente a las mujeres en situación de violencia o participan en algún momento del proceso de la denuncia, el personal que se encarga de la atención o en su defecto las personas encargadas de trabajo social, psicología, asesoría y asistencia legal, servicios médicos, etc., así como tienen la obligación legal de capturar dentro del BANAVIM.